# Cephonodes woodfordii
Cephonodes woodfordii is een vlinder uit de familie van de pijlstaarten (Sphingidae). De wetenschappelijke naam van de soort werd in 1889 gepubliceerd door Arthur Gardiner Butler.